# S3 (샤프 펜슬)
S3은 일본의 기업인 파이롯트에서 생산하는 샤프 펜슬이다. 파이롯트가 생산하는 S시리즈 중 하나로, S라인 샤프 라인에서 가장 하위 기종이다.

## 외관
S3은 플라스틱으로만 만들어져 있다. S3를 잘 살펴보면 다른 샤프 펜슬과 달리 물결 모양의 그립 부분이 샤프의 절반을 차지하고 있는 게 보인다. 이런 그립은 땀 때문에 손가락이 미끄러지는 것을 방지할 수 있다. 고무 그립이 더 좋긴 하지만 먼지도 잘 묻고 또 더러워지는 것을 고려하면 이런 형태의 그립은 필기구를 필통에 보관하지 않고 험하게 다루는 사람들에게 알맞다. 물결 모양의 그립 부분을 보면 선단쪽 부분은 촘촘히 그리고 노브 부분으로 갈수록 더 넓어지는 특징을 가지고 있다.